# HMS Chevron (R51)
Lo HMS Chevron è stato un cacciatorpediniere della Royal Navy appartenente alla classe C, in servizio dall'agosto 1945 agli anni '60. Fu demolito nel 1969.
La Royal Navy ha ordinato la Chevron il 24 luglio 1942 al cantiere Alexander Stephen e Sons, Limited di Glasgow; la nave fu impostata il 18 marzo 1943 e fu varata il 23 febbraio 1944. Entrò in servizio il 23 agosto 1945, troppo tardi per la seconda guerra mondiale. Il suo primo capitano era Lt.Cdr. John Fitzroy Duyland Bush, DSC, RN, dal 19 gennaio 1945. Il cantiere costruì anche la sua nave gemella, Cheviot.